# Montamarta
Montamarta ist ein nordwestspanischer Ort und eine Gemeinde (municipio) mit 543 Einwohnern (Stand: 2024) im Osten der Provinz Zamora der Autonomen Gemeinschaft Kastilien-León. 

## Lage
Montamarta liegt in der kastilischen Hochebene in einer Höhe von etwa 685 m. Der Esla, hier zur Embalse de Ricobayo aufgestaut, begrenzt die Gemeinde im Nordwesten. Die Provinzhauptstadt Zamora ist nur etwa 17 Kilometer (Fahrtstrecke) in südsüdöstlicher Richtung entfernt. Durch die Gemeinde führt die Autovía A-66. Das Klima im Winter ist durchaus kalt, im Sommer dagegen warm bis heiß; die eher spärlichen Regenfälle fallen verteilt übers ganze Jahr.

## Bevölkerungsentwicklung
| Jahr      | 1970 | 1981 | 1991 | 2001 | 2011 | 2021 |
| Einwohner | 1075 | 904  | 772  | 661  | 609  | 559  |

## Sehenswürdigkeiten

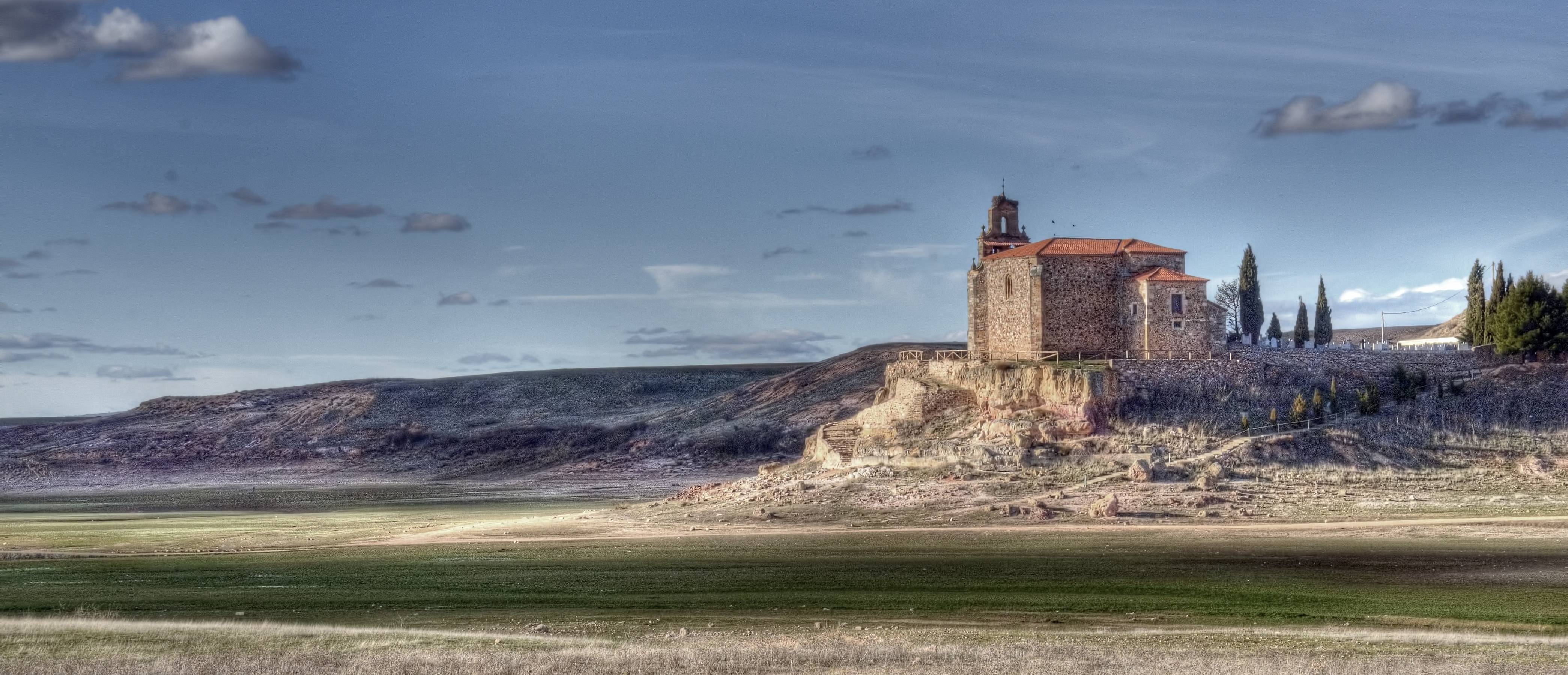
Michaeliskirche
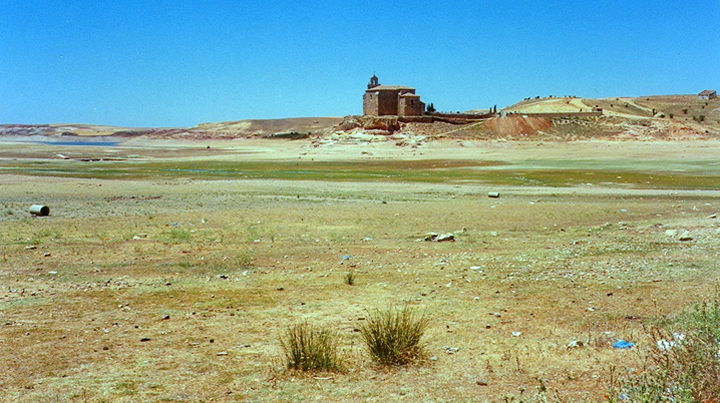
Marienkapelle

- Marienkapelle
- Marienkapelle